# Gianluca Tiberti
Gianluca Tiberti (né le 24 avril 1967 à Rome) est un pentathlonien italien, double médaillé olympique.

## Palmarès

### Jeux olympiques d'été
- Pentathlon moderne aux Jeux olympiques d'été de 1988, à Séoul
  -  Médaille d'argent en équipe
- Pentathlon moderne aux Jeux olympiques d'été de 1992, à Barcelone
  -  Médaille de bronze en équipe[1]